# Bangor (Down)
Bangor (en gaèlic irlandès Beannchor, que vol dir "corba banyuda", potser en referència a la badia; en escocès de l'Ulster Bengor) és una vila d'Irlanda del Nord, al comtat de Down, a la província de l'Ulster. És un balneari al costat sud del Belfast Lough i a l'Àrea Metropolitana de Belfast. El 2007 va ser votada pels espectadors de l'Ulster Television com el lloc més desitjable per a viure a Irlanda del Nord. Es pot considerar com una ciutat dormitori de l'àrea del Gran Belfast, a la que està lligada per l'autopista A2 i per línia de ferrocarril. Bangor és a 22 quilòmetres a l'est de Belfast, a prop de l'Aeroport George Best.

## Demografia
Bangor és classificada per la NI Statistics and Research Agency (NISRA) com a ciutat gran (entre 18.000 i 75.000 habitants) en l'Àrea Metropolitana de Belfast (BMUA). Segons el Cens de 2001 tenia 58.388 habitants dels quals:
- 20,2% tenen menys de 16 anys i el 20,3% més de 60
- 47,7% són homes i el 52,3% són dones
- 82,7% són protestants i el 10,6% són catòlics irlandesos[4]

## Història

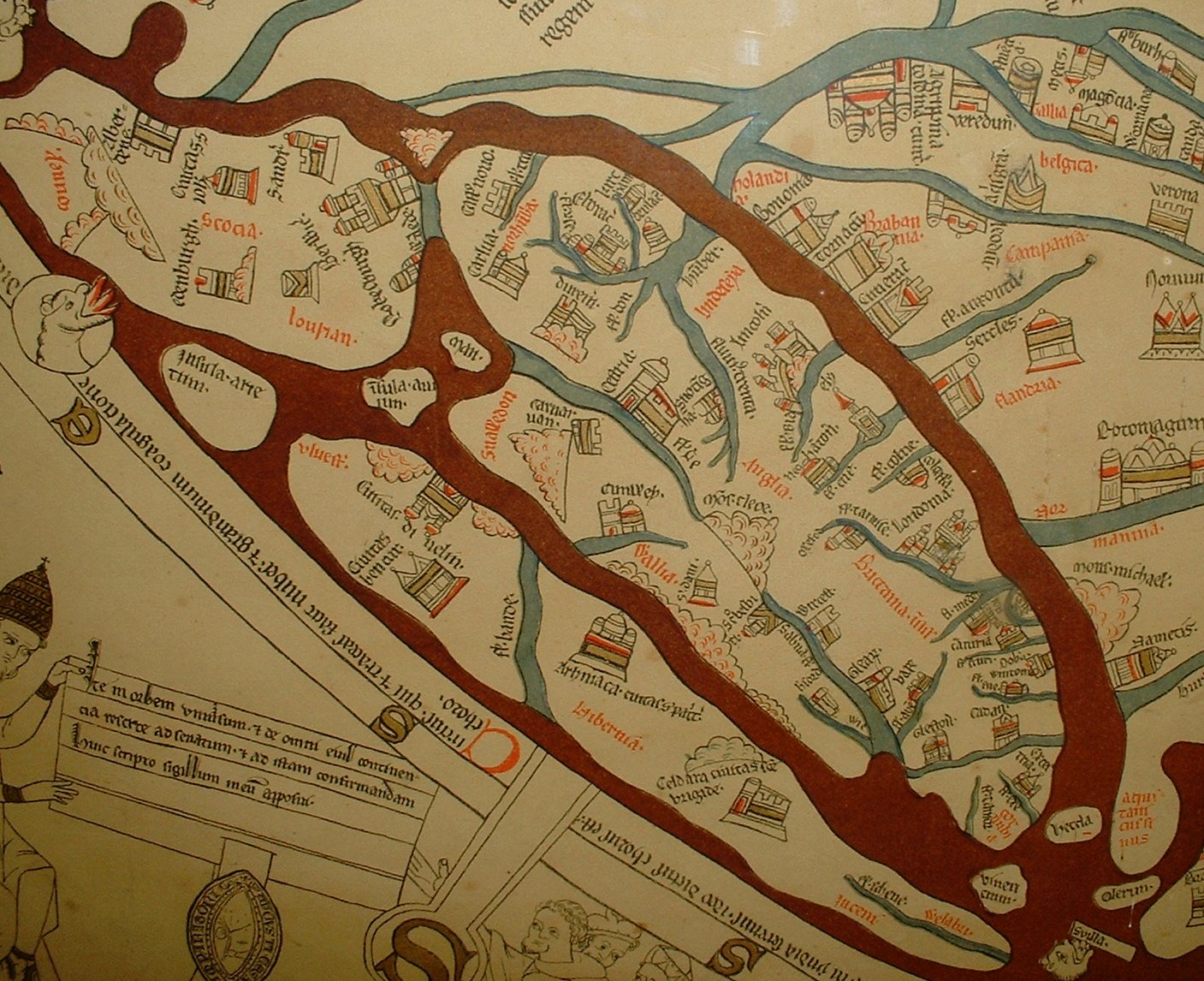
El Mapamundi de Hereford

L'assentament de Bangor és antic i variat. El 1949 s'hi trobaren espases de l'edat de bronze i un assentament viking a la platja de Ballyholme. Ela Annals d'Ulster parlen del monestir de Bangor fundat per Sant Comgall (cap al 555 i on fou escrit lAntiphonarium Benchorense. D'allí també sortí el 590 Columbà cap a Bobbio. Amb el temps la vila adquirí gran importància, i una mostra és que és un dels quatre indrets d'Irlanda que apareixen al Mapamundi de Hereford (1300).
Els vikings atacaren la vila en els segles VIII i IX. El 1123 hi fou elegit abat Malaquies d'Armagh, posteriorment bisbe de Connor i que va recórrer els monestirs irlandesos canviant les construccions de fusta per les de pedra.
La ciutat moderna té el seu origen en el segle xvii quan l'escocès James Hamilton, 1r Vescomte Claneboye va rebre concessions de terres a North Down pel rei Jaume I d'Anglaterra en 1605. En 1612 el rei concedí a Bangor l'estatut de borough i li permeté enviar dos diputats al parlament irlandès a Dublín. El 1620 va rebre l'estatut portuari i el 1637 s'hi va construir l'Old Custom House, un dels edificis més antics d'Irlanda que encara és en ús. El port esdevingué cada cop més important, i el 1780 el coronel Robert Ward hi va promoure la indústria del cotó. Al matí del 10 juny de 1798 un grup d'Irlandesos Units, principalment de Bangor, Donaghadee, Greyabbey i Ballywalter intentaren ocupar la propera ciutat de Newtownards. Però foren rebuts a trets de mosquet a la casa de mercat i posteriorment van ser derrotats.
Durant la Segona Guerra Mundial Dwight D. Eisenhower dirigí les tropes aliades a Bangor, d'on van sortir per a prendre part en el desembarcament de Normandia. En 2005 la seva neta Mary-Jean Eisenhower va visitar la ciutat per a veure el canvi de nom del Moll del Nord a Moll Eisenhower.
Des de la segona meitat del segle xx va veure canviar dràsticament el seu rol a ciutat dormitori de Belfast. La seva població va augmentar de 14.000 habitants el 1930 a 40.000 el 1971 i a 58.000 a finals del segle (algun material publicitari del Consell parla de 70.000), havent esdevingut un dels deu assentament més grans d'arreu d'Irlanda.
Tot i escapar a la major part de la violència sectària del Conflicte d'Irlanda del Nord, Bangor va ser l'escenari d'alguns incidents importants. Durant els disturbis hi va haver 8 assassinats a la ciutat, incloent la de la primera dona RUC assassinada en acte de servei, Mildred Harrison (26 anys), per una explosió d'una bomba de l'UVF mentre patrullava a High Street. El 23 de març 1972 l'IRA va detonar dos grans cotxes bomba al carrer principal de la ciutat. El 30 de març de 1974 els paramilitars van dur a terme una important atac amb bomba incendiària al principal centre comercial de Bangor. El 21 d'octubre de 1992 l'IRA Provisional va fer explotar una bomba de 91 kilograms al carrer principal, causant grans danys a edificis propers. Quatre oficials del RUC restaren ferits i els danys pujaren a dos milions de lliures esterlines, afectant també a algunes esglésies protestants.

## Agermanaments
- Bregenz
- Virginia Beach
- Prüm

## Personatges
- David Trimble (1944 -) Primer Ministre d'Irlanda del Nord, Premi Nobel de la Pau de l'any 1998.

## Galeria d'imatges

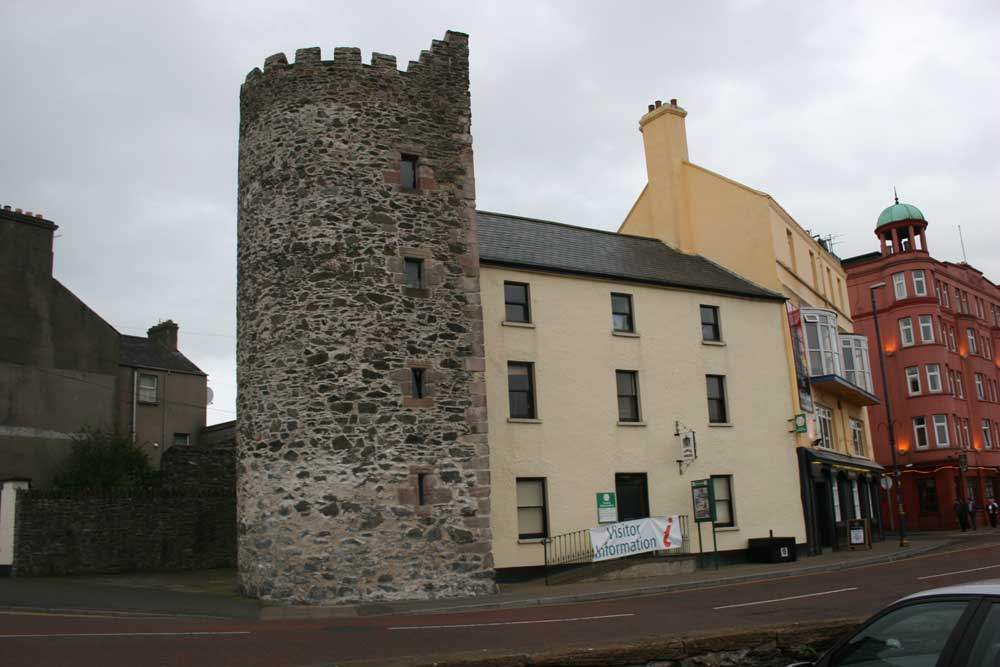
Old Custom House
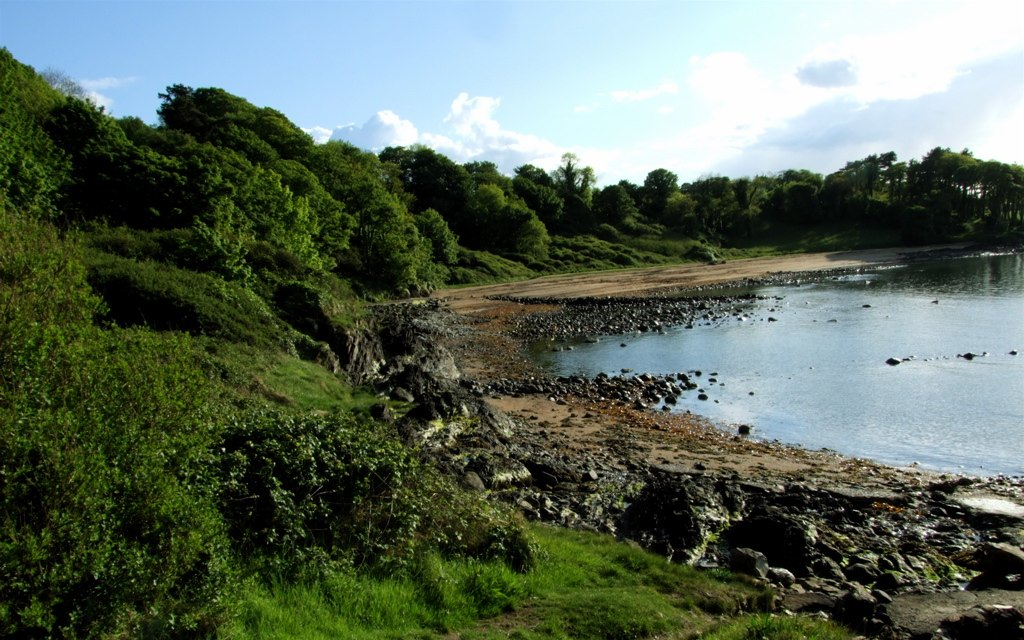
Costa de Bangor
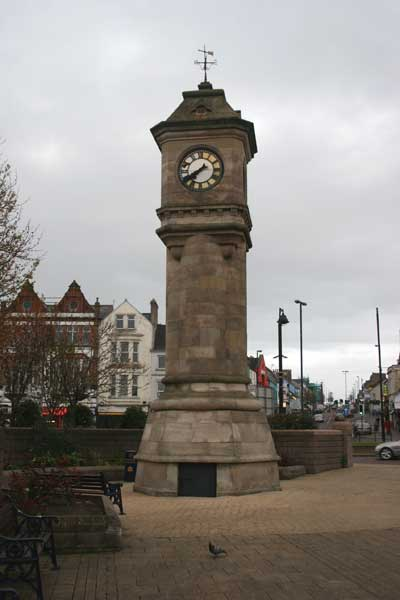
Rellotge McKee